# Eduard Dietl
Eduard Wohlrath Christian Dietl (21. července 1890 – 23. června 1944) byl veterán první světové války a německý generál Wehrmachtu za druhé světové války, který dosáhl hodnosti generálplukovník. V červnu 1944 zemřel při letecké havárii. Mimo jiné byl držitelem mnoha vojenských vyznamenání včetně rytířského kříže s dubovou ratolestí a meči.

## Život
Eduard Dietl byl synem finančního rady Eduarda Dietla a jeho manželky Liny, rozené Holzhausen. Maturoval 1909 na gymnáziu v Rosenheimu. 1. října 1909 nastoupil jako kadet k 5. pěšímu pluku "Velkovévoda Ernst Ludwig Hesse" bavorské armády v Bamberku.
Dietl navštěvoval od října 1910 do srpna 1911 vojenskou školu v Mnichově a byl  26. října 1911 povýšen na poručíka. Od října 1911 byl velitelem čety 5. pěšího pluku a v srpnu 1914 se stal adjutantem I. praporu. Za první světové války byl nasazen na západní frontě, kde byl v říjnu roku 1914 a rovněž v říjnu roku 1918 zraněn. V lednu 1915 přešel do rezervního praporu 1. bavorského pěšího pluku a v březnu 1915 do rezervního praporu 5. pěšího pluku. Potom byl pobočníkem prvního polního praporu. Dne 9. července 1915 byl povýšen na poručíka. V listopadu 1916 byl přidělen jako pobočník 2. 7. bavorského pěší brigády. V říjnu 1917 se stal pobočníkem 5. pěšího pluku a v prosinci 1917 pobočníkem 7. pěší brigády.

## Shrnutí vojenské kariéry

### Data povýšení
- Gefreiter – 29. leden 1910
- Unteroffizier – 11. březen 1910
- Fähnrich – 4. květen 1910
- Leutnant – 26. říjen 1911
- Oberleutnant – 9. červenec 1915
- Hauptmann – 29. srpen 1919
- Major – 1. únor 1930
- Oberstleutnant – 1. únor 1933
- Oberst – 1. leden 1935
- Generalmajor – 1. duben 1938
- Generalleutnant – 1. duben 1940
- General der Gebirgstruppe – 19. červenec 1940
- Generaloberst – 1. červen 1942

### Významná vyznamenání
- Rytířský kříž železného kříže (25. držitel) – 9. květen 1940
- Dubové ratolesti k Rytířskému kříži železného kříže (1. držitel) – 19. červenec 1940
- Meče k rytířskému kříži železného kříže (72. držitel) – 1. červenec 1944
- Finský řád kříže svobody I. třídy s hvězdou, dubovými ratolestmi a meči – 21. leden 1944
- Spona k pruskému železnému kříži I. třídy – 15. duben 1940
- Spona k pruskému železnému kříži II. třídy – 24. září 1939
- Pruský železný kříž I. třídy – 3. září 1916
- Pruský železný kříž II. třídy – 16. září 1914
- Odznak za zranění ve stříbře – 1917
- Bojový odznak torpédoborce – 5. listopad 1940
- Armádní odznak horského vůdce – 28. duben 1931
- Medaile za východní frontu
- Zlatý stranický odznak – 30. leden 1943
- Narvický štít – 21. březen 1941
- Královský bavorský vojenský záslužný řád IV. třídy s meči a korunou – 18. červen 1918
- Královský bavorský vojenský záslužný řád II. třídy – 17. srpen 1933
- Jubilejní královská bavorská medaile prince Luitpolda (1. sv. válka)
- Velkovévodská hesenská medaile za statečnost – 16. říjen 1915
- Královské pruské služební vyznamenání (1. sv. válka)
- Sudetská pamětní medaile
- Medaile za Anschluss
- Kříž cti – 18. leden 1935
- Zmíněn ve Wehrmachtbericht – 10. červen 1940
- |  |  |  Služební vyznamenání wehrmachtu od IV. do I. třídy